# شريان بلعومي صاعد
شريان بلعومي صاعد (بالإنجليزية: Ascending pharyngeal artery)‏‏ هو شريان يتفرعُ من شريان سباتي ظاهر.